# Allobates
Allobates – rodzaj płazów bezogonowych z podrodziny Allobatinae w obrębie rodziny Aromobatidae. 

## Rozmieszczenie geograficzne
Rodzaj obejmuje gatunki występujące na pacyficznych nizinach w Kolumbii i Ekwadorze oraz na północ i zachód Ameryki Centralnej do Nikaragui; w regionie Gujana i Amazonii (Brazylia, Boliwia, Peru, Ekwador, Kolumbia, Wenezuela, Gujana, Surinam i Gujana Francuska); również na Martynice.

## Systematyka
Rodzaj zdefiniowała w 1988 roku para niemieckich zoologów – Helmuth Zimmermann (ojciec) i Elke Zimmermann (córka) – w artykule zatytułowanym Etotaksonomia i grupowanie gatunków zoogeograficznych u drzewołazów (Anura: Dendrobatidae), opublikowanym w czasopiśmie „Salamandra”. Gatunkiem typowym jest (oryginalne oznaczenie) A. femoralis.

### Etymologia
Allobates: gr. αλλος allos ‘inny’; βατης batēs ‘piechur’, od βατεω bateō ‘stąpać’, od βαινω bainō ‘chodzić’.

### Podział systematyczny
Do rodzaju należą następujące gatunkami:

- Allobates albiventris Souza, Ferrão, Kaefer, Cunha-Machado, Melo-Sampaio, Hanken & Lima, 2023
- Allobates algorei Barrio-Amoros & Santos, 2009
- Allobates amissibilis Kok, Hölting & Ernst, 2013
- Allobates bacurau Simões, 2016
- Allobates bromelicola (Test, 1956)
- Allobates brunneus (Cope, 1887)
- Allobates caeruleodactylus (Lima & Caldwell, 2001)
- Allobates caldwellae Lima, Ferrão & Silva, 2020
- Allobates carajas Simões, Rojas & Lima, 2019
- Allobates caribe (Barrio-Amorós, Rivas-Fuenmayor & Kaiser, 2006)
- Allobates chalcopis (Kaiser, Coloma & Gray, 1994)
- Allobates conspicuus (Morales, 2002)
- Allobates crombiei (Morales, 2002)
- Allobates femoralis (Boulenger, 1884) – drzewołaz jaskrawoudy[3]
- Allobates flaviventris Melo-Sampaio, Souza & Peloso, 2013
- Allobates fratisenescus (Morales, 2002)
- Allobates fuscellus (Morales, 2002)
- Allobates gasconi (Morales, 2002)
- Allobates goianus (Bokermann, 1975)
- Allobates granti (Kok, MacCulloch, Gaucher, Poelman, Bourne, Lathrop & Lenglet, 2006)
- Allobates grillicantus Moraes & Lima, 2021
- Allobates grillisimilis Simões, Sturaro, Peloso & Lima, 2013
- Allobates hodli Simões, Lima & Farias, 2010
- Allobates humilis (Rivero, 1980)
- Allobates ignotus Anganoy-Criollo, 2012
- Allobates insperatus (Morales, 2002)
- Allobates juami Simões, Gagliardi-Urrutia, Rojas-Runjaic & Castroviejo-Fisher, 2018
- Allobates juanii (Morales, 1994)
- Allobates kamilae Ferrão, Hanken & Lima, 2022
- Allobates kingsburyi (Boulenger, 1918)
- Allobates liniaureum Jaramillo-Martínez, Vilà, Guayasamin, Gagliardi-Urrutia, Rojas-Runjaic, Simões, Chaparro, Aguilar-Manihuari & Castroviejo-Fisher, 2025
- Allobates magnussoni Lima, Simões & Kaefer, 2014
- Allobates mandelorum (Schmidt, 1932)
- Allobates marchesianus (Melin, 1941)
- Allobates masniger (Morales, 2002)
- Allobates mcdiarmidi (Reynolds & Foster, 1992)
- Allobates melanolaemus (Grant & Rodriguez, 2001)
- Allobates myersi (Pyburn, 1981)
- Allobates nidicola (Caldwell & Lima, 2003)
- Allobates niputidea Grant, Acosta-Galvis & Rada, 2007
- Allobates nunciatus Moraes, Pavan & Lima, 2019
- Allobates ornatus (Morales, 2002)
- Allobates pacaas Melo-Sampaio, Prates, Peloso, Recoder, Dal Vechio, Marques-Souza & Rodrigues, 2020
- Allobates paleci Silva, Marques, Folly & Santana, 2022
- Allobates paleovarzensis Lima, Caldwell, Biavati & Montanarin, 2010
- Allobates peruvianus (Melin, 1941)
- Allobates pittieri (La Marca, Manzanilla & Mijares-Urrutia, 2004)
- Allobates ranoides (Boulenger, 1918)
- Allobates ripicolus Fouquet, Ferrão & Jairam, 2023
- Allobates sanmartini (Rivero, Langone & Prigioni, 1986)
- Allobates sieggreenae Gagliardi-Urrutia, Castroviejo-Fisher, Rojas-Runjaic, Jaramillo-Martinez, Solís & Simões, 2021
- Allobates subfolionidificans (Lima, Sanchez & Souza, 2007)
- Allobates sumtuosus (Morales, 2002)
- Allobates talamancae (Cope, 1875)
- Allobates tapajos Lima, Simões & Kaefer, 2015
- Allobates tinae Melo-Sampaio, Oliveira & Prates, 2018
- Allobates trilineatus (Boulenger, 1884)
- Allobates undulatus (Myers & Donnelly, 2001)
- Allobates vanzolinius (Morales, 2002)
- Allobates velocicantus Souza, Ferrão, Hanken & Lima, 2020
- Allobates vicinus Fouquet, Ferrão & Jairam, 2023
- Allobates wayuu (Acosta-Galvis, Cuentas & Coloma, 1999)
- Allobates zaparo (Silverstone, 1976)